# NGC 689
NGC 689 (другие обозначения — ESO 414-5, MCG -5-5-19, AM 0147-274, IRAS01475-2742, PGC 6724) — галактика в созвездии Печь.
Этот объект входит в число перечисленных в оригинальной редакции «Нового общего каталога».
В галактике взорвалась сверхновая SN 2007rv. Она относится к типу Ia.